# M. Shadows
Matthew Charles Sanders (n. 31 iulie 1981, Huntington Beach⁠(d), California, SUA), cunoscut sub numele de scenă M. Shadows, este un cântăreț, compozitor și muzician american. El este cel mai bine cunoscut ca vocalist, compozitor și membru fondator al formației heavy metal americane Avenged Sevenfold. În 2017, el a fost votat al treilea în lista celor mai mari 25 de lideri moderni de la Ultimate Guitar.

## Tinerețe
M. Shadows s-a născut pe 31 iulie 1981 în Fountain Valley, California. A început să cânte la o vârstă fragedă, dar interesul său pentru muzica rock și heavy metal a crescut odată cu îmbătrânirea și a început să cânte la chitară. El lega experiența muzicală timpurie cu pianul, ca un factor major în dezvoltarea aptitudinilor sale cu chitara și vocea sa. A urmat liceul Huntington Beach din Huntington Beach, California, unde a cântat pentru o scurtă perioadă de timp într-o formație de punk numită "Successful Failure". După aceasta, Shadows a format trupa Avenged Sevenfold în 1999, alături de prietenii lui din gimnaziu, Zacky Vengeance, The Rev și Matt Wendt.

## Numele de scenă
Shadows, ca și ceilalți membri ai formației Avenged Sevenfold, folosesc un nume de scenă. Într-un interviu, Shadows spune că și-a ales numele de scenă pentru că se gândea la el însuși ca "personajul mai întunecat din trupă". "M" este în locul primului său nume, Matthew, pe care nu a vrut să-l numească în scenă, din cauza modului în care sună. El a adăugat că el și trupa au ales nume de scenă, deoarece mulți muzicieni de succes pe care i-au influențat au și ei câte un nume de scenă (de exemplu, Slash din Guns N' Roses, Munky din Korn și membrii trupei Slipknot).

## Stilul vocal
Deși Shadows posedă o voce de tip baritone, el a reușit să-și perfecționeze tehnica într-o măsură care îi permite să cânte convingător și confortabil în gama de tenor adesea chemată de genul său la alegere. Stilul vocal al lui Shadows a evoluat semnificativ de-a lungul anilor. La prima înregistrare de lungă durată al trupei, Sounding the Seventh Trumpet, el s-a prezentat dur, în stil metalcore, înfruntându-se, cu un caz limitat de voce curată. La premierea filmului Waking the Fallen din 2003 și-a demonstrat progresul spre linii vocale melodice, dar a păstrat o puternică influență. Cu toate acestea, cea mai semnificativă schimbare a apărut odată cu lansarea debutului principal al trupei, City of Evil, în 2005, care a oferit un minim de țipăt în fundal, o melodie vocală mai puternică și un accent sporit asupra armoniilor și cârligelor melodice. Shadows s-a antrenat vocal cu Ron Anderson, antrenor vocal care a lucrat anterior cu Axl Rose și Chris Cornell.
Shadows voia în mod special să adauge un ton mai dur la vocea sa și a lucrat împreună cu Anderson timp de mai multe luni pe această temă înainte de a înregistra cu City of Evil. Această schimbare a avut ca rezultat contribuții vocale nou create de fiecare membru al trupei în timpul spectacolelor live și a rămas predominantă în fiecare înregistrare lansată de trupă în 2005.
Zvonurile s-au răspandit că Shadows și-a pierdut abilitatea de a striga din cauza intervențiilor chirurgicale la gât după Warped Tour 2003. Cu toate acestea, producatorul Andrew Murdock a scos aceste zvonuri spunând: „Când am întâlnit trupa după Sounding the Seventh Trumpet ... Matt mi-a dat CD-ul și mi-a spus: "Această înregistrare țipă, recordul pe care dorim să-l facem va fi jumătate de țipăt și jumătate de cântat, nu mai vreau să țip ... recordul va fi tot ce cântă".“
În timpul unui interviu acordat lui Stevie Rennie în 28 octombrie 2014, Shadows a menționat că, în mod intenționat, și-a schimbat vocea pentru a deveni mai puțin agresiv și distorsionat în timpul turneelor din 2014. Schimbarea sa datorat unor spectacole live mai lungi de la un an și jumătate la două ore în sprijinul lui Hail to the king. Shadows a continuat să spună că "ar fi mai bine să ai grijă de tine sau vei anula spectacole" și "voiam să scot note peste zăngănit".

## Alte proiecte
Shadows a făcut apariții pe numeroase albume ale unor artiști diferiți. Este prezentat pe albumul "Steel Panther Feel the Steel" și cântă un vers din Turn out the Lights. De asemenea, a produs albumul "The Confession" din 2007, "Requiem", care, potrivit unui interviu, M. Shadows a fost unul dintre primii pași care a condus Avenged Sevenfold, producându-și singur în 2007 propriul album cu numele de "Avenged Sevenfold". Shadows cântă, de asemenea, în The River de Good Charlotte pe albumul "Good Morning Revival", împreună cu colegul său de trupă, Synyster Gates, cu solo-ul său de chitară. În 2012, Shadows și Synyster Gates, au făcut o scurtă camee în jocul de război "Call of Duty: Black Ops II", în care au oferit vocile lor. De asemenea, în luna iunie 2013, Matt a concurat în vânzările de 128 de echipe "Call of Duty" de la MLG Anaheim, plasându-se în Top 48. În aprilie 2013, lansarea albumului  "Self" a apărut în piesa 9, "Haze". Shadows a cântat și Nothing to Say din albumul solo al lui Slash, precum și Go Alone din albumul de debut "Hell sau Highwater". A fost prezent și pe albumul lui Fozzy, "Sin and Bones", cântând alături de Chris Jericho în piesa Sandpaper.

## Viața personală
Shadows s-a căsătorit cu Valary DiBennedetto pe 17 octombrie 2009. Cuplul are doi fii, River care s-a născut în 2012 și Cash, născut în 2014. Sora lui M. Shadows este Amy Sanders, care este cu doi ani mai tânără decât el. Colegul său de trupă, Synyster Gates, este căsătorit cu sora geamănă a soției lui, Michelle DiBendetto, făcându-i pe Shadows și Gates, cumnați.
Începând din 21 martie 2018, Shadows a fost numit analistul oficial 2018 al emisiunii Dan Lebatard Show cu Stugotz pe postul ESPN Radio și liderul Gotz Army.
În iulie 2018, pagina oficială de Facebook al lui Avenged Sevenfold a publicat o postare scrisă de Shadows, în care a afirmat că suferea de o infecție virală a cordonului vocal sever, care îi afecta temporar capacitatea de a cânta. Avenged Sevenfold a anulat toate datele turneului / concertelor pentru următoarele trei luni pentru ai permite lui Shadows să se recupereze.

## Discografie

### Cu Avenged Sevenfold
- Sounding the Seventh Trumpet (2001)
- Waking the Fallen (2003)
- City of Evil (2005)
- Avenged Sevenfold (2007)
- Live in the LBC & Diamonds in the Rough (2008)
- Nightmare (2010)
- Hail to the King (2013)
- The Stage (2016)

### Apariții ca oaspete
- Savior, Saint, Salvation de Bleeding Through (2002; din albumul "Portrait of the Goddess")

- Entombed We Collide de Death by Stereo (2005; din albunul "Death for Life")

- Buffalo Stampede de Cowboy Troy (2007; din albumul "Black in the Saddle")

- The River de Good Charlotte (2007; din albumul "Good Morning Revival"; cu Synyster Gates)

- Turn Out the Lights de Steel Panther (2009; din albumul "Feel the Steel")

- Nothing to Say de Slash (2010; din albumul "Slash")

- Check the Level de Dirty Heads (2010; din albumul "Any Port in a Storm" cu Slash)

- Go Alone de Hell or Highwater (2011; din albumul "Begin Again")

- Sandpaper de Fozzy (2012; din albumul "Sin and Bones")

- Landmine de Pitch Black Forecast (2012; din albumul "Burning in Water... Drowning in Flame")

- Save Me de MGK (2012; din albumul "Lace Up"; cu Synyster Gates)

- Haze de Device (2013; din albumul "Device")

- Landmine de Pitch Black Forecast (2014; din albumul "As The World Burns")

- "Burn It Down" și "Faint" (piesele lui Linkin Park) live la concertul în memoria lui Chester Bennington (2017; și cu Synyster Gates la piesa "Faint").